# 福岡県道791号富久瀬高線
福岡県道791号富久瀬高線（ふくおかけんどう791ごう とみひさせたかせん）は、福岡県筑後市からみやま市に至る一般県道である。

## 概要
筑後市大字富久からみやま市瀬高町文広に至る。
起点側の一部区間でやや幅員が狭い他は、2車線が確保されている。そのため、ほぼ並行に通るものの幅員が著しく狭い福岡県道89号瀬高久留米線の迂回路として利用できる。

### 路線データ
- 起点：福岡県筑後市大字富久（福岡県道89号瀬高久留米線交点）
- 終点：福岡県みやま市瀬高町文広（吉岡交差点、国道209号交点）
- 総延長：2.5 km

## 路線状況

### 重複区間
- 福岡県道703号柳川筑後線（筑後市大字水田・水田中町交差点 - 筑後市大字常用・常用交差点）

### 道路施設

#### 橋梁
- 花宗川橋（花宗川、筑後市）
- 下北島中橋（筑後市）
- 南水田橋（筑後市、福岡県道703号柳川筑後線重複区間内）
- 平霊石橋（筑後市、福岡県道703号柳川筑後線重複区間内）
- 榎橋（筑後市、福岡県道703号柳川筑後線重複区間内）
- 村中橋（筑後市、福岡県道703号柳川筑後線重複区間内）
- 野々内橋（筑後市）
- 北田橋（筑後市）
- 行基橋（沖端川、みやま市）
- 幸作橋（矢部川、みやま市）
- 中道南橋（みやま市）

## 地理

### 通過する自治体
- 筑後市
- みやま市

### 交差する道路
| 交差する道路                                    | 市町村名 | 交差する場所 | 交差する場所      |
| ----------------------------------------------- | -------- | ------------ | ----------------- |
| 福岡県道89号瀬高久留米線                        | 筑後市   | 大字富久     | 起点              |
| 福岡県道703号柳川筑後線 福岡県道716号水田大川線 | 筑後市   | 大字水田     | 水田中町交差点    |
| 福岡県道703号柳川筑後線 / バイパス              | 筑後市   | 大字常用     | 常用交差点        |
| 福岡県道96号八女瀬高線                          | みやま市 | 瀬高町本郷   |                   |
| 国道209号                                       | みやま市 | 瀬高町文広   | 吉岡交差点 / 終点 |

### 沿線
- 筑後警察署 水田駐在所
- 水田天満宮
- 水田郵便局
- 筑後広域公園
- 旧・みやま市立本郷小学校（2020年3月末をもって閉校[1]）